# Pořešice
Pořešice (v místním nářečí Porešice) jsou vesnice, část městyse Vysoký Chlumec v okrese Příbram ve Středočeském kraji. Nachází se asi tři kilometry západně od Vysokého Chlumce. Pořešice jsou také název katastrálního území o rozloze 7,75 km². V katastrálním území Pořešice leží i Bláhova Lhota a osady Zvěstovice, Hlubeč a Tisovnice.

## Historie
První písemná zmínka o vesnici pochází z roku 1012.
V obci Pořešice (přísl. Bláhova Lhota, Zvěstovice, 333 obyvatel) byly v roce 1932 evidovány tyto živnosti a obchody: hostinec, kovář, mlýn, obuvník, 3 rolníci, obchod se smíšeným zbožím, trafika, velkostatek.

## Obyvatelstvo
| Rok            | 1869 | 1880 | 1890 | 1900 | 1910 | 1921 | 1930 | 1950 | 1961 | 1970 | 1980 | 1991 | 2001 | 2011 | 2021 |
| -------------- | ---- | ---- | ---- | ---- | ---- | ---- | ---- | ---- | ---- | ---- | ---- | ---- | ---- | ---- | ---- |
| Počet obyvatel | 374  | 353  | 298  | 326  | 318  | 309  | 262  | 168  | 162  | 132  | 97   | 79   | 76   | 81   | 85   |
| Počet domů     | 42   | 46   | 47   | 48   | 47   | 51   | 56   | 48   | 53   | 35   | 30   | 34   | 36   | 40   | 43   |

## Obecní správa
Při sčítání lidu v letech 1850–1899 Pořešice byly osadou obce Počepice v okrese Sedlčany. V letech 1900–1976 byly samostatnou obcí, se kterým patřily nejprve do okresu Sedlčany, ale od roku 1960 v okrese Příbram. Od 1. dubna 1976 jsou částí městyse Vysoký Chlumec v okrese Příbram. V letech 1900–1976 k obci patřila Bláhova Lhota.

## Pamětihodnosti
- Na návsi se nachází zvonice, která je vedená v Seznamu kulturních památek v okrese Příbram.
- Vedle zvonice je umístěný kamenný kříž. V spodní části kříže je tento nápis: LP 1932.
- Sýpka u čp. 2

## Galerie

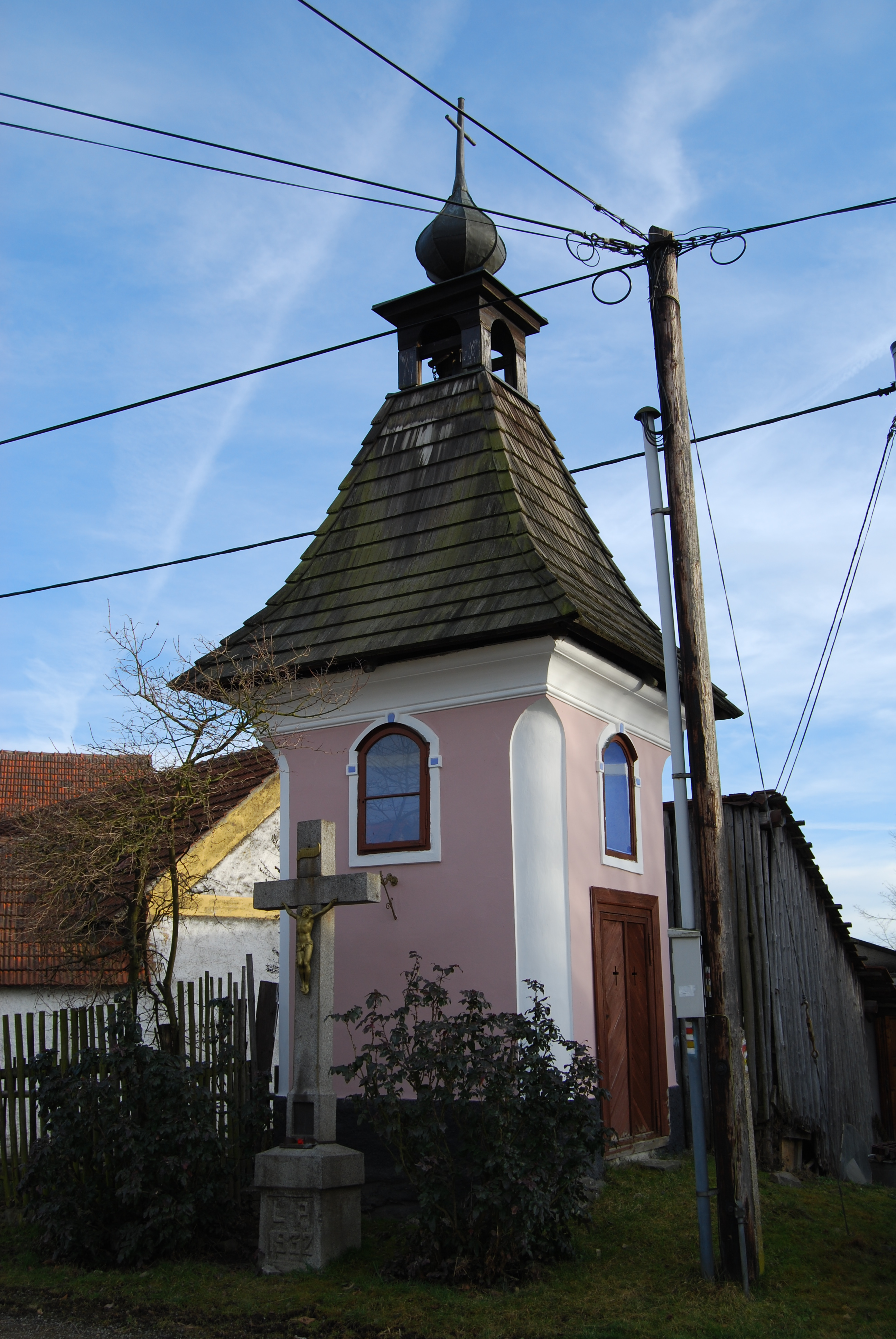
Zvonička
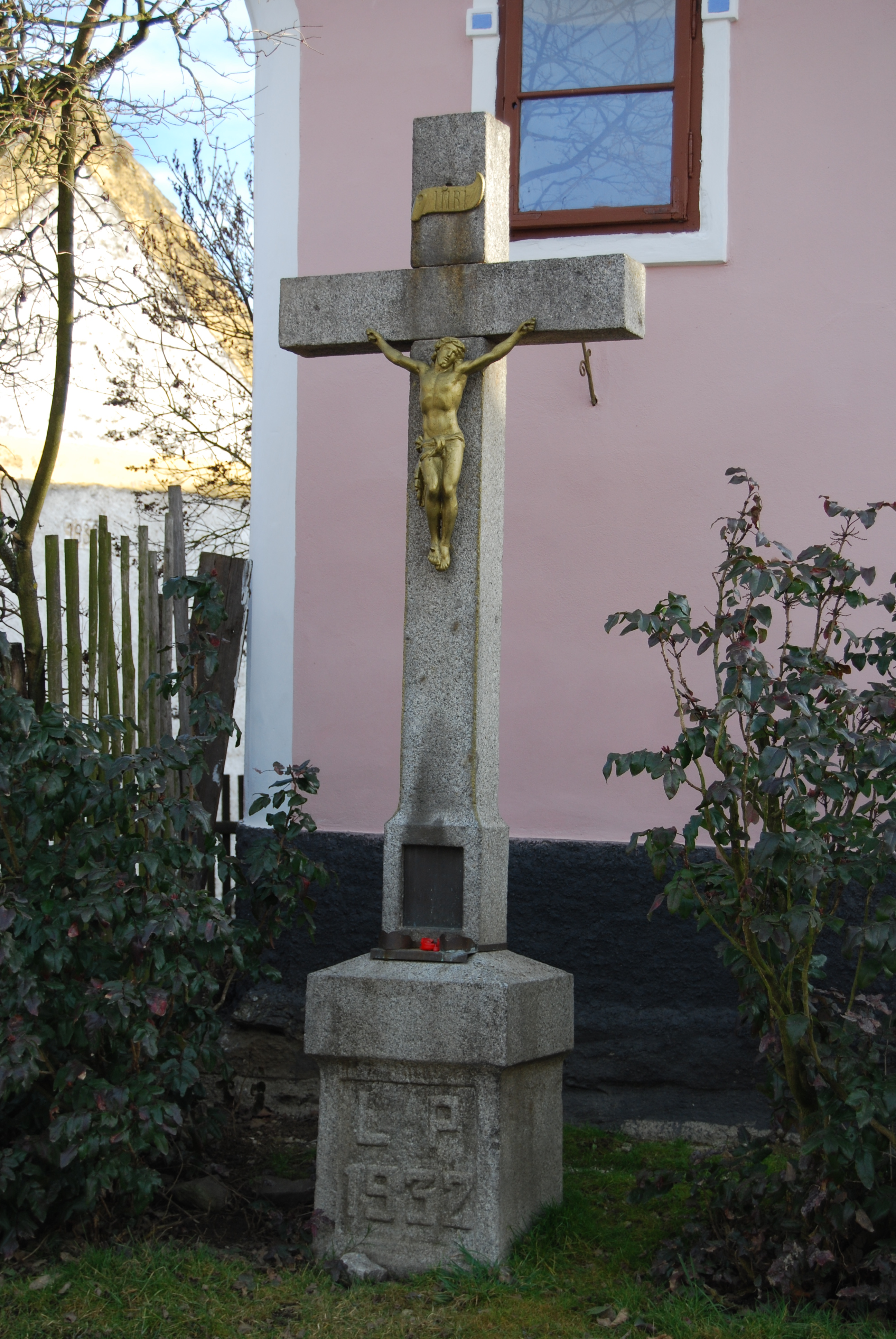
Kříž vedle zvonice
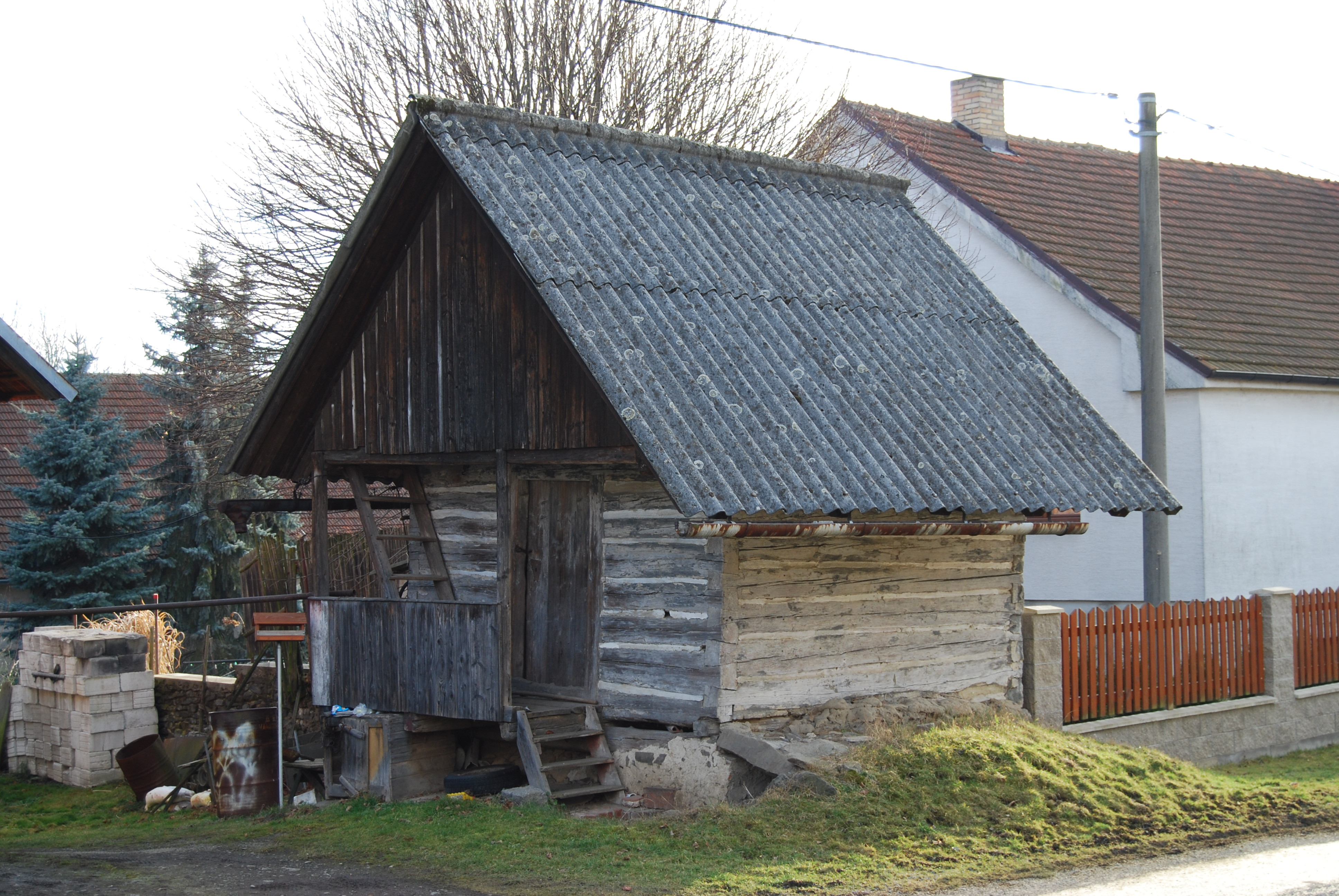
Roubenka ve vsi
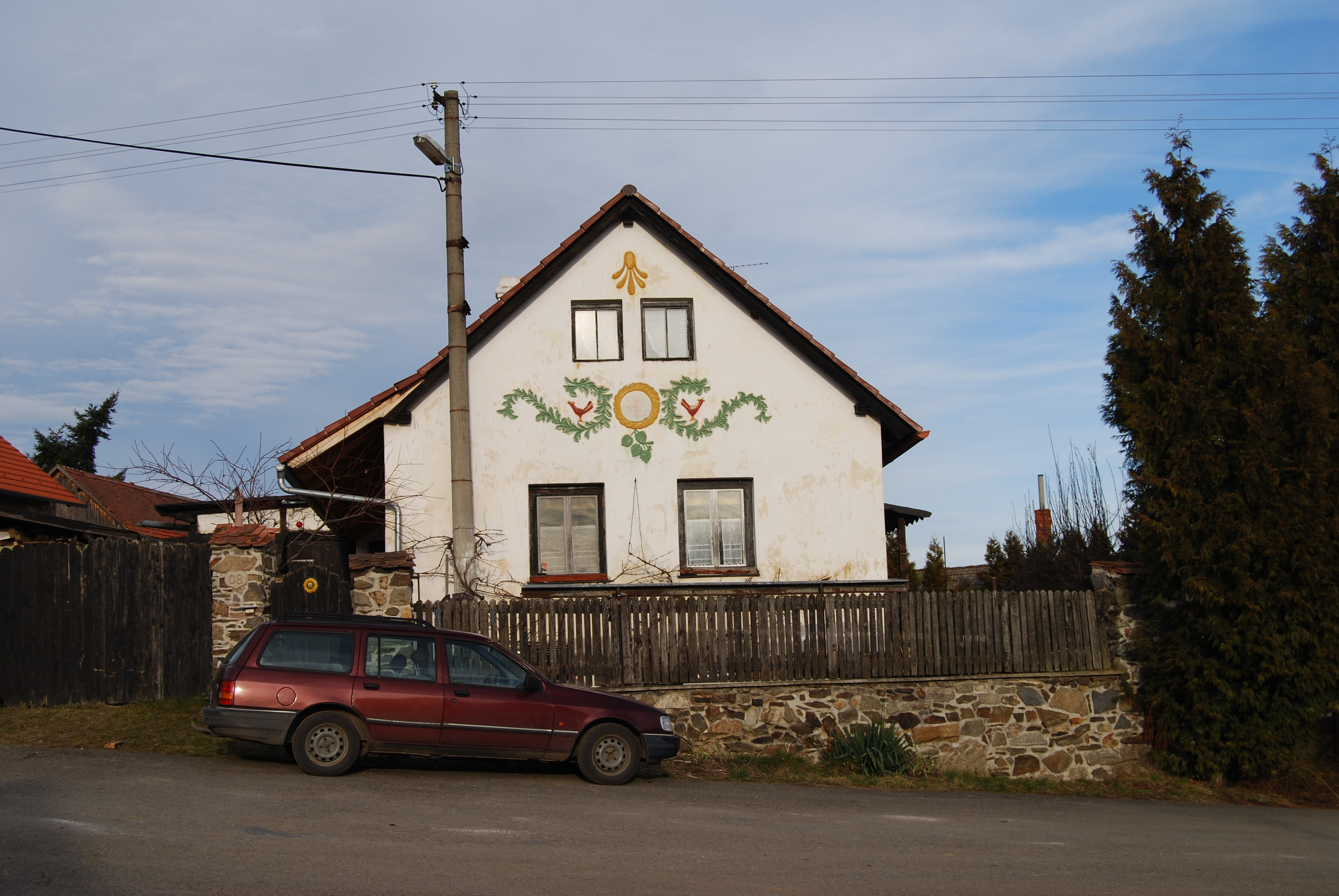
Dům ve vesnici